# Beka (jednostka miary)
Beka – jednostka miary masy stosowana w starożytności w Egipcie, Asyrii oraz przez lud hebrajski. Dawni kupcy wykorzystywali ją do mierzenia wagi złota. Hebrajska beka odpowiadała 10 gereom lub 1/2 sykla, czyli ok. 5,7 gramów, beka egipska wynosiła ok. 13 gramów. 